# Linia kolejowa Napoli – Salerno
Linia kolejowa Neapol-Salerno - główna linia kolejowa we włoskiej sieci kolejowej, część głównej magistrali południowych Włoch. Pierwsze dziewięć kilometrów od Neapolu do Portici było pierwszą linią kolejową we Włoszech, otwartą w dniu 3 października 1839 roku. Została przedłużona do Torre Annunziata Centrale w dniu 2 sierpnia 1842, do Nocera Inferiore w dniu 19 maja 1844 roku. Linia została przedłużona do Cava de’ Tirreni w dniu 31 lipca 1858, do Vietri sul Mare 1 sierpnia 1860 i do Salerno w 20 maja 1866 roku.
Ruch pasażerski między Angri i Salerno jest większy, w miastach między Neapolem a Scafati kursuje kolejka Circumvesuviana.